# ميلر بولانيوس
ميلر ألخاندرو بولانيوس رياسكو (مواليد 1 يونيو 1990 في إسميرالداس) هو لاعب كرة قدم إكوادوري يجيد اللعب كمهاجم مع نادي غريميو في الدوري البرازيلي.
شارك في أول مباراة دولية له مع الإكوادور يوم 28 مارس 2015 في مباراة ضد المكسيك، حيث لعب الدقائق التسعين كاملة. وبعد ثلاثة أيام قام بتسجيل هدفه الأول، معدلاً النتيجة في خسارة ودية 2–1 لصالح الأرجنتين في نيوجيرسي.

## مسيرته الكروية
لعب ميلر بولانيوس خلال مسيرته الاحترافية مع 6 أندية في ستة عشر موسمًا وسجل خلالها 86 هدفًا ضمن 310 مباراة. حيث فاز في موسم واحد بالكأس وفي أربعة مواسم بالدوري.
خاض ميلر بولانيوس مسيرته مع نادي برشلونة في موسم 2006 واستمر معه طيلة ثلاثة مواسم، مشاركًا في 32 مباراة سجل خلالها 4 أهداف. ثم انتقل إلى نادي إل. دي. يو. كيتو في موسم 2009 واستمر معه طيلة ثلاثة مواسم، حيث شارك في 78 مباراة سجل خلالها 16 هدفًا. لينتقل بعدها إلى نادي شيفاز يو إس أي في عامي 2012-2014 ولمدة موسمين، مشاركًا في 29 مباراة سجل خلالها 3 أهداف. ثم انتقل إلى نادي إيميلك في موسم 2013 واستمر معه طيلة ثلاثة مواسم، مشاركًا في 71 مباراة سجل خلالها 42 هدفًا. هذا وانتقل لاحقًا إلى نادي غريميو بورتو أليغرينزي في عامي 2016-2018 ولمدة موسمين، مشاركًا في 20 مباراة سجل خلالها 3 أهداف. ثم انتقل بعدها إلى نادي تيخوانا في موسم 2017–18 واستمر معه طيلة ثلاثة مواسم، مشاركًا في 80 مباراة سجل خلالها 18 هدفًا.

## روابط خارجية
- ميلر بولانيوس على موقع الدوري الأمريكي (الإنجليزية)
- ميلر بولانيوس على موقع إي إس بي إن إف سي (الإنجليزية)
- ميلر بولانيوس على موقع قاعدة بيانات كرة القدم.إي يو (الإنجليزية)
- ميلر بولانيوس على موقع ناشيونال فوتبول تيمز (الإنجليزية)
- ميلر بولانيوس على موقع Soccerway.com (الإنجليزية)
- ميلر بولانيوس على موقع AS.com (الإسبانية)